# San Lorenzo in Piscibus
San Lorenzo in Piscibus, även benämnd San Lorenzino och San Lorenzo in Borgo, är en kyrkobyggnad och diakonia i Rom, helgad åt den helige martyren Laurentius. Kyrkan är belägen vid Borgo Santo Spirito i Rione Borgo och tillhör församlingen Santa Maria in Traspontina.
Tillnamnet ”in Piscibus” (av latinets piscis, "fisk") åsyftar en fiskmarknad, vilken var belägen i närheten av kyrkan.

## Kyrkans historia
Kyrkan nämns för första gången i Ordine di Benedetto Canonico, ett dokument från år 1143.
År 1659 byggdes kyrkan om av arkitekten Francesco Massari i barockstil på initiativ av familjen Cesi, vilken hade sin Villa Cesi i närheten. År 1735 fick arkitekten Giovanni Domenico Navone (1698–1770) i uppdrag att rita en ny fasad vid Borgo Vecchio.
San Lorenzo in Piscibus hotades av rivning i samband med anläggandet av Via della Conciliazione på 1930-talet. Kyrkan räddades, men Navones 1700-talsfasad nedrevs år 1940. Senare genomfördes en genomgripande restaurering, vilken avlägsnade alla barockinslag. År 1950 ansågs kyrkan inte fylla någon pastoral funktion och dekonsekrerades. Påve Johannes Paulus II återkonsekrerade dock kyrkan år 1983 för Emmanuelkommuniteten, en del av den katolska karismatiska rörelsen.
Kyrkans interiör är treskeppig med absid.

## Omnämningar i kyrkoförteckningar
| Katalog                      | År         | Benämning                            |
| ---------------------------- | ---------- | ------------------------------------ |
| Catalogo di Cencio Camerario | 1192       | sco. Laurentio piscium               |
| Il Catalogo di Torino        | cirka 1320 | Ecclesia sancti Laurenti de Piscibus |
| Il Catalogo del Signorili    | cirka 1425 | sci. Laurentii de Piscibus           |

## Diakonia
Kyrkan stiftades som diakonia av påve Benedikt XVI år 2007.
Kardinaldiakoner
- Paul Josef Cordes: 2007–2018; titulus pro hac vice: 2018–2024

## Bilder
| - Kampanilen. - Kyrkans fasad, ritad av Giovanni Domenico Navone år 1735 och riven år 1940. - San Lorenzo in Piscibus på Giovanni Battista Nollis topografiska karta över Rom från år 1748. |

## Kommunikationer
Närmaste tunnelbanestation är  Ottaviano.